# 鹼性岩漿系列
鹼性岩漿系列（英語：alkaline magma series）, 是指鹼性鎂鐵質岩漿在演化中，經過岩漿分異作用所產生的一系列具有特徵性化學成分的岩漿。鹼性岩漿系列所產生的岩石其鹼金屬氧化物 （K2O 加 Na2O）對二氧化矽 （SiO2）或氧化鋁（Al2O3）含量比值較高。 其二氧化鈦 (TiO2) 磷和輕稀土元素含量亦高。
所有鹼性系列岩漿都是從原始的鎂鐵質鹼性岩漿演化而來的，初期演化后分鈉系列，鉀系列，及霞石質（nephelinic）,白榴石質（leucitic）, 和方沸石質（analcitic）系列。各系列再演化如下： 

#### 鈉系列
夏威夷岩（hawaiite）-橄榄粗安岩（mugearite）- 班莫岩（benmoeite）-粗面岩（trachyte）。
霞石質夏威夷岩（nephaline hawaiite）-霞石質橄榄粗安岩（nepheline mugearite）-霞石質班莫岩（nepheline benmoreite） –响岩（phonolite），

#### 鉀系列
粗面岩玄武岩（trachybalsalt）-三亞柱岩（tristanite）-鉀質粗面岩（potassic trachyte）。
白榴岩粗面岩玄武岩（Leucite trachybalsalt）-白榴岩三亞柱岩（leucite tristanite）-白榴岩響岩（lcuecite phonlote）。

#### 霞石質,白榴石質和方沸石質系列
霞石（nephelinite）-方沸石（analcite）-白榴石（leucitite）。
黃長石（melilite）-方沸石（analcite）-懷俄明石（wyomingite）。
鹼性岩漿是大陸裂谷，俯衝板塊上覆區域或板塊內熱點區域的特徵 ，與亞鹼性岩漿相比，它們比亞鹼性岩漿在地幔更深處產生。鹼性岩石在太古代很少見，但在元古代變得普遍。 年齡接近5.7億年的鹼性岩石在許多大陸地盾的周邊很常見，證明當時廣泛的全球裂谷活動。 